# 장태수 (1964년)
장태수(1964년 3월 15일 ~)는 삼성, 롯데에서 뛰었던 전 야구 선수다. 현재 대구 교동시장에서 횟집을 운영하고 있다.

## 출신 학교
- 대구옥산초등학교
- 경운중학교
- 대구고등학교
- 한양대학교

## 등번호
- 28 (1987 ~ 1988)
- 9 (1989 ~ 1990)

## 같이 보기
- 1987년 삼성 라이온즈 시즌